# 赫苏斯·马尔韦德

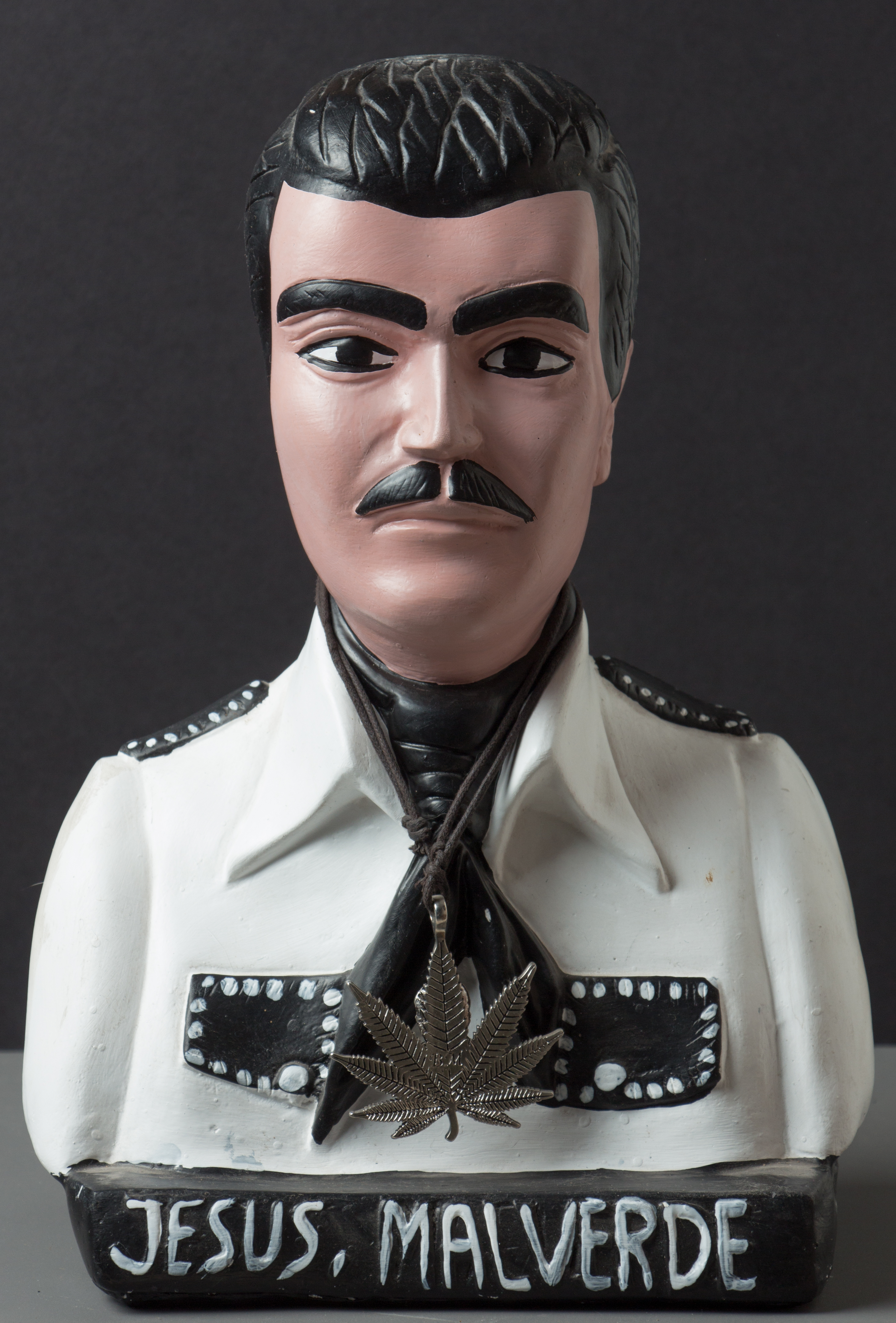
赫蘇斯·馬爾韋德的形象

赫苏斯·马尔韦德（Jesús Malverde，1870年12月24日—1909年5月3日），是一个墨西哥强盗，也是墨西哥錫那羅亞州的民间英雄。
马尔韦德有墨西哥原住民马约人和西班牙人血统。他是个劫富济贫的罗宾汉式人物。在墨西哥和美国，一些人将他作为民间圣徒膜拜，其中有很多都是贩毒者 。
美国记者、作家山姆·奎诺内斯表示，没有能证明马尔韦德确实曾存在过的证据，人们可能是把两个有历史记载的锡那罗亚土匪的人生大事与轶事混合起来才编出了马尔韦德的故事，这两人是：埃拉克里奥·伯纳尔（Heraclio Bernal，1855-1888）、菲利佩·巴乔莫（Felipe Bachomo，1883-1916）。 